# Eau Galle, Quận St. Croix, Wisconsin
Eau Galle là một thị trấn thuộc quận St. Croix, tiểu bang Wisconsin, Hoa Kỳ. Năm 2010, dân số của thị trấn này là 1.100 người.